# 1850年逃奴追缉法
逃奴追缉法（Fugitive Slave Act）是美国国会於1850年9月18日通過的一項法案，是1850年妥协案的一部分。 該法令规定，政府應制定法律帮助奴隶主捉拿逃亡的奴隶，黑人奴隶即使从蓄奴州逃到自由州也不能成为自由公民；各地法院都應支持捕捉和送还奴隶。自由州的官员和公民發現逃亡的黑奴後應該將黑奴送還給奴隸主。